# Awraham Kuk
Awraham Jicchak Kuk, Abraham Izaak Kuk, również Ha-Raw (ur. 7 września 1865 w Grzywie, zm. 1 września 1935 w Jerozolimie) – żydowski rabin, kabalista, poeta i działacz społeczny początku XX wieku. Twórca filozoficznej koncepcji syjonizmu religijnego. Piastował urząd rabina Jafy (1904–1914), rabina Jerozolimy (1920–1921), oraz był pierwszym naczelnym aszkenazyjskim rabinem Palestyny (1921–1935).

## Życiorys

### Dzieciństwo i młodość
Abraham urodził się w 1865 roku w miejscowości Grzywa w Imperium Rosyjskim (obecnie dzielnica Dyneburga na terytorium Łotwy). Był najstarszym z ośmiorga dzieci w żydowskiej rodzinie należącej do ruchu chasydzkiego. Jego ojciec, rabin Szlomo Zalman Ha-Kohen Kuk, był studentem jesziwy w Wołożynie. Dziadek należał do chasydzkiej dynastii Kapust. Jako dziecko zyskał miano ilui (cudowne dziecko). W wieku 18 lat, w 1884 roku rozpoczął naukę w jesziwie w Wołożynie. W 1886 roku ożenił się z Bat Szevą, córką rabina Elijahu Rabinowicza-Teomim. Dwa lata później urodziła się im córka.

### Działalność publiczna
W 1887 roku przeszedł smichę, obejmując następnie stanowisko rabina w miejscowości Żejmele na Litwie. Rok później zmarła jego żona. Ojciec przekonał go do poślubienia kuzynki Ryfki. W 1895 roku Kuk został rabinem Bauska. W 1901 i 1904 roku opublikował trzy artykuły, w których przedstawił w pełni rozwinięte poglądy popierające osadnictwo żydowskie w Palestynie. Równolegle pisał liczne komentarze talmudyczne i halachiczne, z których część opublikowano dopiero po jego śmierci.

### Działalność w Palestynie
W 1904 roku rabin Kuk przyłączył się do drugiej aliji i wyemigrował do Palestyny, będącej wówczas pod panowaniem Imperium Osmańskiego. W tym samym roku objął funkcję rabina Jafy, biorąc także odpowiedzialność za nowo tworzone świeckie syjonistyczne kolonie rolnicze na równinie Szaron. Wywierał silny wpływ na ludzi, dążąc do tego, by we wszystkich dziedzinach życia coraz więcej uwzględniali oni rolę Tory i religijnego prawa żydowskiego (Halacha). Pragnąc zbliżyć się do ruchu syjonistycznego, wyjechał w 1914 roku na konferencję Agudat Israel w Szwajcarii. Wybuch I wojny światowej zastał go w Europie, a ponieważ Imperium Osmańskie weszło do sojuszu wojskowego państw centralnych, nie mógł powrócić do Palestyny. Do końca wojny przebywał w Wielkiej Brytanii, pełniąc obowiązki rabina w Wielkiej Synagodze Spitalfields w Londynie. Po wojnie powrócił do Brytyjskiego Mandatu Palestyny i w 1921 roku został aszkenazyjskim rabinem Jerozolimy, a w 1921 roku pierwszym aszkenazyjskim Naczelnym Rabinem Palestyny (do 1935 r.). W 1924 roku był założycielem jesziwy Merkaz Ha-Raw Kuk w Jerozolimie.
Kuk był wybitnym znawcą prawa halachicznego, zachowując przy tym niezwykłą otwartość umysłu na nowe pomysły. Zyskał w ten sposób wiele sympatii religijnych i niereligijnych ludzi, ale doprowadził także do braku zrozumienia jego idei przez skrajne ugrupowania. Kuk starał się budować i utrzymywać porozumienie między poszczególnymi grupami religijnymi i politycznymi, w tym między przywództwem świeckich organizacji syjonistycznych, syjonistami religijnymi i tradycyjnymi Żydami ortodoksyjnymi. Uważał, że współczesny ruch syjonistyczny dążący do przywrócenia państwa żydowskiego w Ziemi Izraela ma głębokie znaczenie teologiczne. Syjonistów postrzegał jako emisariuszy realizujących niebiański plan zaprowadzenia ery mesjańskiej. Dzięki tej ideologii młodzi, świeccy, a często nawet anty-religijni pionierzy syjonistyczni wracali do Ziemi Izraela. Według Kuka, nawet ci nieświadomie pionierzy  byli częścią wielkiego procesu, w którym Bóg przywracał naród żydowski po 2000-letnim wygnaniu do swojej ziemi w Palestynie. Dlatego rabin Kuk usilnie popierał działalność pionierów syjonistycznych, którzy ciężką pracą fizyczną kładli podwaliny pod ostateczne duchowe mesjańskie odkupienie światowego żydostwa. Pewnego razu Kuk powiedział, że powołanie Głównego Rabinatu Mandatu Palestyny było pierwszym krokiem w kierunku ponownego ustanowienia Sanhedrynu.
Zmarł na nowotwór w dniu 1 września 1935 roku w Jerozolimie. W jego pogrzebie uczestniczyło około 20 tys. osób. Został pochowany na Górze Oliwnej w Jerozolimie.

## Znaczenie
Rabin Kuk przyczynił się do kształtowania ideologii syjonizmu religijnego. Tworząc podstawy współczesnego żydowskiego mesjanizmu wspierał żydowską kolonizację Palestyny, pomagając w budowaniu fundamentów państwa żydowskiego. Ze względu na swoje poglądy był krytykowany przez wielu jako człowiek naiwny, jednak jego nauki zyskały wielu uczniów.

## Dzieła
- Orot
- Orot HaTeshuvah
- Orot HaEmuna
- Orot HaKodesh
- Orot HaTorah
- Ain Aiyah
- Reish Millin
- Ma'amarei HaR'Iyah
- Midbar Shur
- Chavosh Pe'er – on tefillin
- Eder HaYakar, Ikvei HaTzon
- Be’er Elijahu
- Orach Mishpat
- Ezrat Cohen
- Zivchei R'Iyah- Shu"t, Chidushim
- Shmoneh Kvatzim
- Olat Raiyah
- Igrot HaRaiyah